# Secondo Martinetto
Secondo Martinetto (né le 27 août 1894 à San Francesco al Campo en Italie et mort le 4 septembre 1968) à Cirié est un coureur cycliste italien du début du XXe siècle.

## Palmarès
- 1924
  - 4e du Tour d'Italie
- 1926
  - 6e étape du Tour de Catalogne
  - 4e du Tour de Catalogne
  - 8e du Tour de Lombardie
  - 10e de Milan-San Remo
- 1928
  - 7e de Milan-San Remo

### Classiques
- Milan-San Remo

1924 : 27e
1926 : 10e
1927 : 24e
1928 : 7e
- Tour de Lombardie

1923 : 14e
1926 : 8e
1927 : 13e
1928 : 25e
- Tour de Catalogne

1926 : 4e

## Résultats sur les grands tours

### Tour de France
- 1926 : abandon (10e étape)
- 1927 : 18e
- 1928 : abandon (20e étape)
- 1930 : 62e

### Tour d'Italie
- 1923 : 13e
- 1924 : 4e